# Manhunter (DC Comics)
Manhunter (« chasseur/chasseuse d'hommes ») est le nom porté par plusieurs super-héros (dont une super-héroïne ) et super-méchants de l'univers DC : Dan Richards (1942), Paul Kirk (1940, renommé Manhunter en 1942, doté de plusieurs clones dont Kirk DePaul), Starker (1970, Manhunter 2070), Mark Shaw (1975)**, Chase Lawler (1994), Kate Spencer (2004), dont le fils Ramsey Robinson est présenté comme un Manhunter potentiel. 
Ces différents personnages ne doivent pas être confondus avec Martian Manhunter, un autre personnage de DC Comics apparu en 1955.